# Skilanglauf-Far-East-Cup 2018/19
Der Skilanglauf-Far-East-Cup  2018/19 war eine von der FIS organisierte Wettkampfserie, die zum Unterbau des Skilanglauf-Weltcups 2018/19 gehörte. Sie begann am 16. Dezember 2018 in Pyeongchang und endete am 3. März 2019 in Shiramine. Die Gesamtwertung bei den Männern gewann Hikari Fujinoki. Er siegte bei vier der insgesamt 11 Rennen. Bei den Frauen wurde Yukari Tanaka in der Gesamtwertung Erste, die ebenfalls vier der 11 Rennen gewann.

## Männer

### Resultate
| Datum             | Austragungsort | Disziplin        | Sieger               | Zweiter              | Dritter              |
| ----------------- | -------------- | ---------------- | -------------------- | -------------------- | -------------------- |
| 16. Dezember 2018 | Pyeongchang    | 10 km klassisch  | Nobuhito Kashiwabara | Hikari Fujinoki      | Kaichi Naruse        |
| 17. Dezember 2018 | Pyeongchang    | 10 km Freistil   | Hikari Fujinoki      | Nobuhito Kashiwabara | Kaichi Naruse        |
| 26. Dezember 2018 | Otoineppu      | 10 km klassisch  | Naoto Baba           | Kaichi Naruse        | Nobuhito Kashiwabara |
| 27. Dezember 2018 | Otoineppu      | 10 km Freistil   | Naoto Baba           | Takanori Ebina       | Nobuhito Kashiwabara |
| 6. Januar 2019    | Sapporo        | 10 km klassisch  | Takanori Ebina       | Kaichi Naruse        | Munefumi Kodama      |
| 7. Januar 2019    | Sapporo        | Sprint Freistil  | Nobuhito Kashiwabara | Hikari Fujinoki      | Takanori Ebina       |
| 8. Januar 2019    | Sapporo        | 15 km Freistil   | Naoto Baba           | Kaichi Naruse        | Hikari Fujinoki      |
| 16. Januar 2019   | Pyeongchang    | 10 km klassisch  | Hikari Fujinoki      | Nobuhito Kashiwabara | Tomoki Sato          |
| 17. Januar 2019   | Pyeongchang    | 10 km Freistil   | Hikari Fujinoki      | Tomoki Sato          | Nobuhito Kashiwabara |
| 2. März 2019      | Shiramine      | Sprint klassisch | Hikari Fujinoki      | Tomoki Sato          | Takahiro Suzuki      |
| 3. März 2019      | Shiramine      | Sprint Freistil  | Tomoki Sato          | Hikari Fujinoki      | Ryunosuke Kitade     |

### Gesamtwertung Männer
| Rang | Name                 | Punkte |
| ---- | -------------------- | ------ |
| 1    | Hikari Fujinoki      | 809    |
| 2    | Nobuhito Kashiwabara | 632    |
| 3    | Tomoki Sato          | 549    |
| 4    | Kaichi Naruse        | 430    |
| 5    | Naoto Baba           | 374    |
| 6    | Takahiro Suzuki      | 354    |
| 7    | Takanori Ebina       | 330    |
| 8    | Masato Tanaka        | 266    |
| 9    | Kentaro Ishikawa     | 232    |
| 10   | Munefumi Kodama      | 215    |

| Rang | Name             | Punkte |
| ---- | ---------------- | ------ |
| 11.  | Akihito Uda      | 182    |
| 12.  | Yusei Tonozuka   | 180    |
| 13.  | Jeong Jong-won   | 157    |
| 14.  | Kim Eun-ho       | 140    |
| 15.  | Ryuya Mishima    | 134    |
| 16.  | Yūichi Onda      | 127    |
| 17.  | Haruki Yamashita | 126    |
| 18.  | Lee Geon-yong    | 114    |
| 19.  | Kōhei Shimizu    | 112    |
| 20.  | Lee Jin-bok      | 107    |

| Rang | Name             | Punkte |
| ---- | ---------------- | ------ |
| 21.  | Park Seong-beom  | 105    |
| 22.  | Yuma Yoshida     | 104    |
| 23.  | Kim Min-woo      | 91     |
| 24.  | Byun Ji-yeong    | 76     |
| 25.  | Cho Yong-jin     | 74     |
| 25.  | Taisei Goto      | 74     |
| 27.  | Kim Hyeon-su     | 70     |
| 28.  | Ryunosuke Kitade | 69     |
| 29.  | Hiro Kobayashi   | 67     |
| 30.  | Ryoshu Miyazaki  | 66     |

## Frauen

### Resultate
| Datum             | Austragungsort | Disziplin        | Sieger          | Zweiter        | Dritter         |
| ----------------- | -------------- | ---------------- | --------------- | -------------- | --------------- |
| 16. Dezember 2018 | Pyeongchang    | 5 km klassisch   | Yukari Tanaka   | Lee Chae-won   | Sumiko Ishigaki |
| 17. Dezember 2018 | Pyeongchang    | 5 km Freistil    | Lee Chae-won    | Yukari Tanaka  | Sumiko Ishigaki |
| 26. Dezember 2018 | Otoineppu      | 5 km klassisch   | Chika Kobayashi | Kozue Takizawa | Yuka Watanabe   |
| 27. Dezember 2018 | Otoineppu      | 5 km Freistil    | Miki Kodama     | Yuka Watanabe  | Shiori Yokohama |
| 6. Januar 2019    | Sapporo        | 5 km klassisch   | Kozue Takizawa  | Miki Kodama    | Yuka Watanabe   |
| 7. Januar 2019    | Sapporo        | Sprint Freistil  | Yuka Watanabe   | Yukari Tanaka  | Miki Kodama     |
| 8. Januar 2019    | Sapporo        | 10 km Freistil   | Miki Kodama     | Masae Tsuchiya | Yuka Watanabe   |
| 16. Januar 2019   | Pyeongchang    | 10 km klassisch  | Yukari Tanaka   | Lee Chae-won   | Han Da-som      |
| 17. Januar 2019   | Pyeongchang    | 10 km Freistil   | Lee Chae-won    | Yukari Tanaka  | Kozue Takizawa  |
| 2. März 2019      | Shiramine      | Sprint klassisch | Yukari Tanaka   | Chikayo Kojima | Yuka Otsuka     |
| 3. März 2019      | Shiramine      | Sprint Freistil  | Yukari Tanaka   | Yuka Otsuka    | Chikayo Kojima  |

### Gesamtwertung Frauen
| Rang | Name            | Punkte |
| ---- | --------------- | ------ |
| 1    | Yukari Tanaka   | 799    |
| 2    | Miki Kodama     | 380    |
| 3    | Kozue Takizawa  | 376    |
| 4    | Lee Chae-won    | 360    |
| 5    | Yuka Watanabe   | 336    |
| 6    | Han Da-som      | 295    |
| 6    | Yuka Otsuka     | 295    |
| 8    | Sumiko Ishigaki | 288    |
| 9    | Chika Kobayashi | 276    |
| 10   | Masae Tsuchiya  | 254    |

| Rang | Name            | Punkte |
| ---- | --------------- | ------ |
| 11   | Shiori Yokohama | 200    |
| 12.  | Lee Eui-jin     | 190    |
| 13.  | Chikayo Kojima  | 171    |
| 14.  | Choe Shin-ae    | 153    |
| 14.  | Hikari Miyazaki | 153    |
| 16.  | Ju Hye-ri       | 148    |
| 17.  | Yu Kaisaka      | 132    |
| 18.  | Lee Ji-ye       | 127    |
| 19.  | Yui Sakai       | 114    |
| 20.  | Je Sang-mi      | 112    |

| Rang | Name             | Punkte |
| ---- | ---------------- | ------ |
| 21.  | Ham Hae-yeong    | 104    |
| 22.  | Lim Gae-ul       | 101    |
| 23.  | Mone Asada       | 100    |
| 24.  | Tae Hatori       | 85     |
| 25.  | Jeon Jae-eun     | 82     |
| 26.  | Nodoka Tochitani | 81     |
| 27.  | Aoi Sato         | 79     |
| 28.  | Jeong Maria      | 78     |
| 29.  | Kim Bo-ra        | 74     |
| 30.  | Moon So-youn     | 73     |